# 弗龍巴赫河 (瓦爾德納布河支流)
49°49′28″N 12°11′38″E / 49.82431°N 12.19399°E

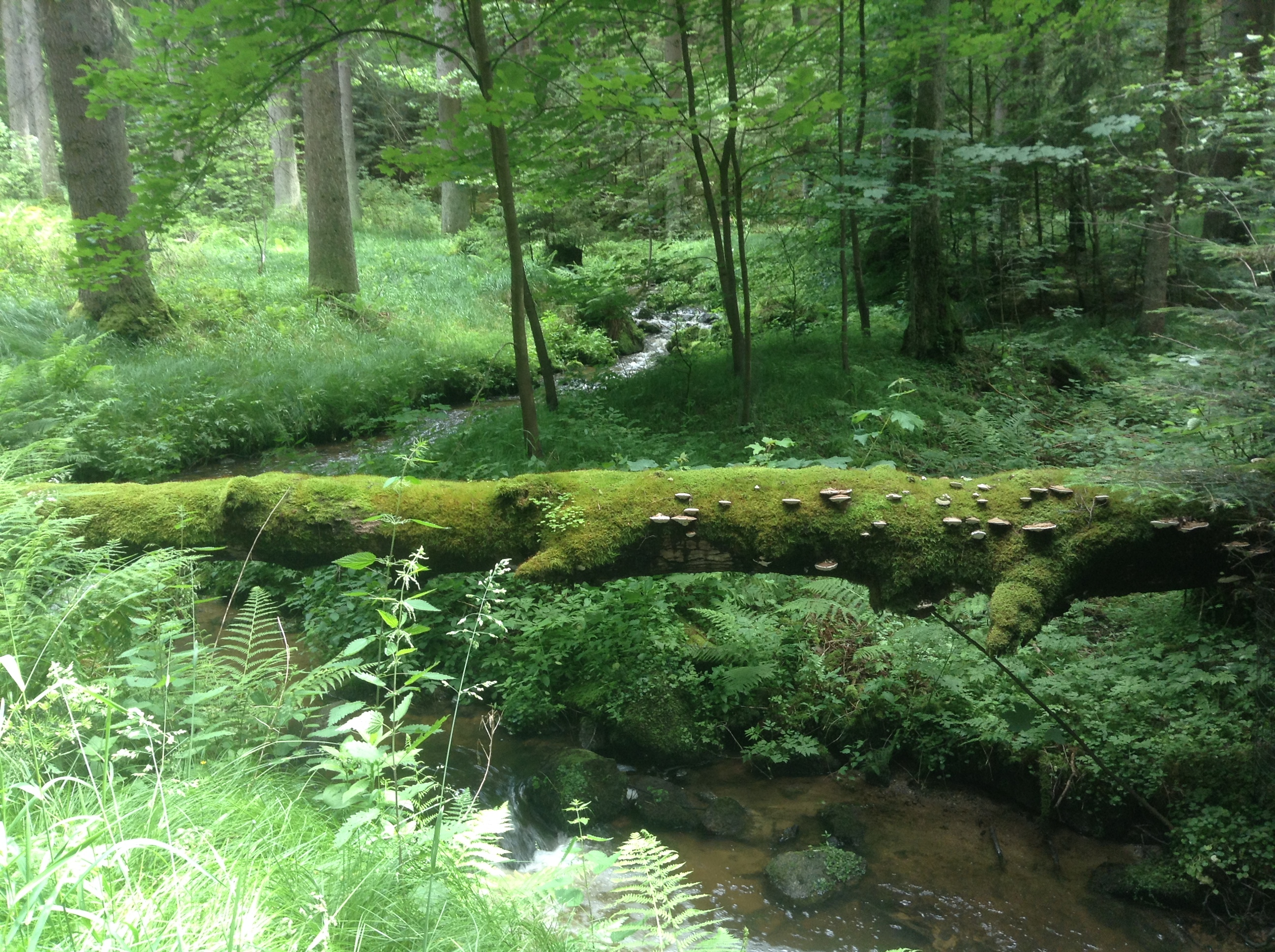

弗龍巴赫河是德國的河流，位於該國東南部，由巴伐利亞負責管轄，屬於瓦爾德納布河的左支流，河道全長9.5公里，流域面積18.5平方公里。